# Шалимов, Александр Алексеевич
Алекса́ндр Алексе́евич Шали́мов (20 января 1918, Введенка, Задонский район, Липецкая область, РСФСР — 28 февраля 2006, Киев, Украина) — советский и украинский хирург.
Доктор медицинских наук (1958), профессор (1961), действительный член АН УССР (с 1978), действительный член Академии медицинских наук Украины (с 1993 года). Герой Социалистического Труда (1982), Герой Украины (2005).
Был членом международного союза хирургов, Ассоциаций хирургов Австрии, Германии, России, Украины. Действительный член Академии медицинских наук Украины и Нью-Йоркской академии наук. Организовал Киевский научно — исследовательский институт клинической и экспериментальной хирургии НАМН Украины (после смерти Шалимова институту было присвоено его имя — Институт хирургии и трансплантологии имени А. А. Шалимова НАМН Украины). Почётный доктор Львовского медицинского университета.

## Биография
Родился в многодетной (14 детей) крестьянской семье.
Окончив 5 классов школы и рабочий факультет при Кубанском медицинском институте, в 1936—1941 — учился на лечебном факультете этого вуза, по окончании которого был направлен хирургом в Читинскую область. Там Шалимов получил большой опыт в хирургии, поскольку занимался оперированием раненых.
По окончании Великой Отечественной войны стажировался в крупнейших клиниках СССР. С 1949 года работал заведующим хирургическим отделением Брянской областной больницы вместе с Н. М. Амосовым. С 1952 по 1953 годы работал ассистентом в Курском мединституте, а затем главным хирургом Брянской области.
В 1958 защитил докторскую диссертацию на тему «Хирургическое лечение рака головки поджелудочной железы и фатерова сосочка».
В 1959—1970 хирург и главный врач в больницах Харькова, доцент кафедры факультетской хирургии Харьковского мединститута, где подготовил диссертацию доктора медицинских наук под руководством А. З. Цейтлина.
С 1970 в Киевском институте усовершенствования врачей, с 1972 директор Киевского научно-исследовательского института клинической и экспериментальной хирургии, в котором впервые на Украине организовал отделы микрососудистой, эндоваскулярной и экспериментальной хирургии. Шалимов ввёл новые методы операций при заболеваниях органов пищеварения, сердца, сосудов, онкологических заболеваниях, провёл около 40 тысяч операций. Александр Шалимов стал первым врачом, который стал оперировать на поджелудочной железе, провёл удачную пересадку поджелудочной железы больному диабетом. Под руководством Шалимова была проведена первая на Украине операция по пересадке сердца.
В 1998 году решением Американского биографического института признан Человеком планеты.
В 2004 году был доверенным лицом кандидата на пост президента Украины Виктора Ющенко.
Автор более 830 научных работ и 112 изобретений, создал на Украине два научно-исследовательских института — в Харькове и Киеве.
Шалимов считал, что для получения пациентами квалифицированной медицинской помощи, их следует разделить на три категории. Первая  - это те, кто ниоткуда никаких доходов, кроме пенсии или пособия не имеет. Это пенсионеры и инвалиды. Их, по подсчёта Александра Алексеевича, около 25 процентов. Вторая группа - это пациенты, которые могут частично оплатить медицинскую помощь и таких, по его подсчётам, было большинство. И к третьей группе он относил 5-10 процентов тех граждан, которые могут заплатить за всё и дать некоторую часть средств для оздоровления самых бедных. 
Умер 28 февраля 2006 года в Киеве.

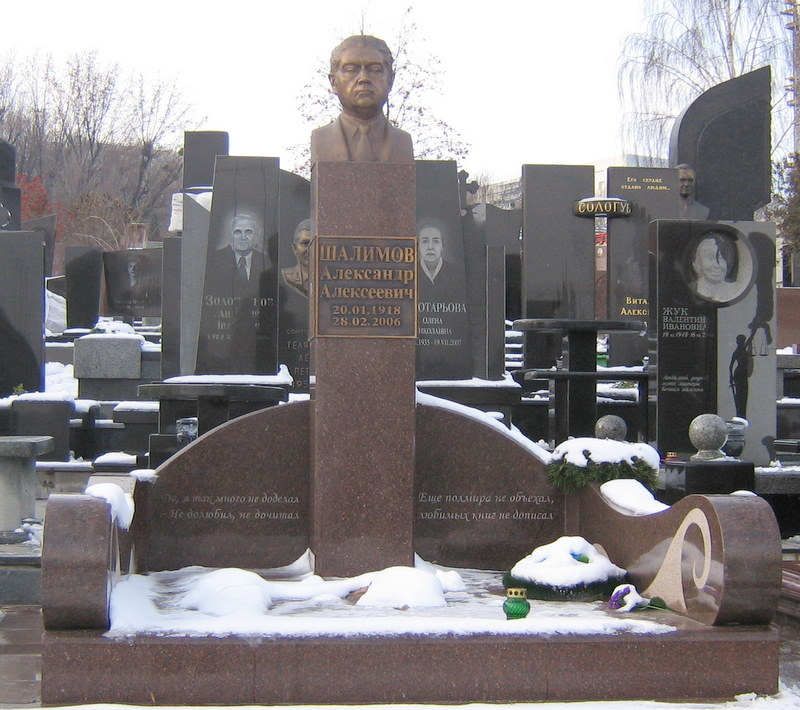
Надгробие на Байковом кладбище

Похоронен на Байковом кладбище, (участок 52а), в Киеве.

### Семья
- Отец — Алексей Иванович (1876—1959).
- Мать — Ксения Алексеевна (1894—1945).
- Жена — Сусанна Николаевна (1948-2019).
- Дети — сыновья Сергей (род. 1943) и Виктор (род. 1947).

## Награды и заслуги

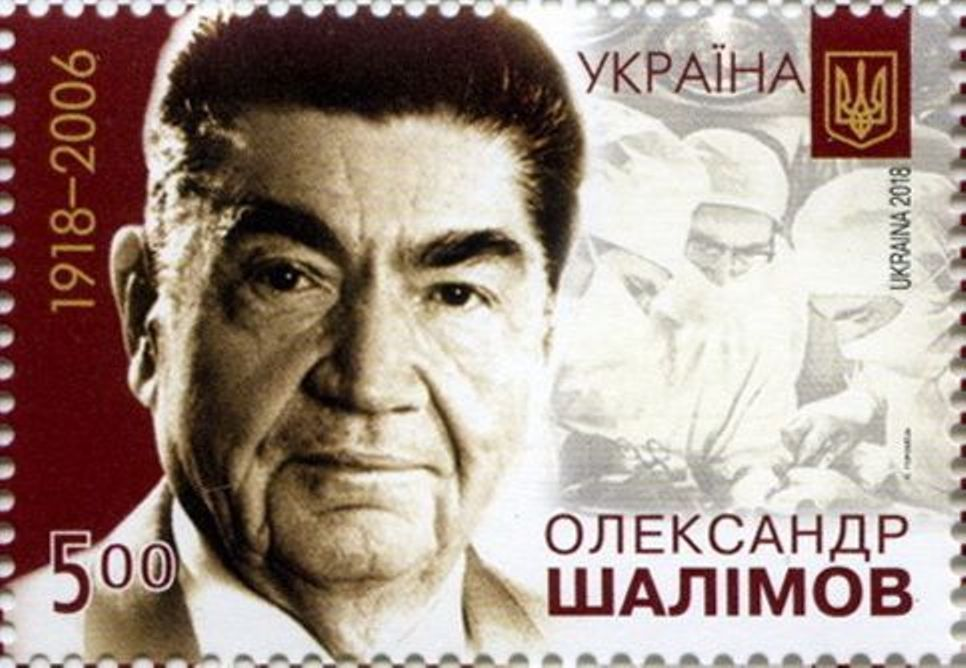
Почтовая марка Украины (2018)

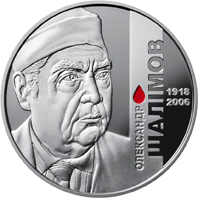
Шалимов на юбилейной монете Национального банка Украины

- Герой Социалистического Труда (Указом Президиума Верховного Совета СССР от 22 июля 1982 года Шалимову Александру Алексеевичу присвоено звание Героя Социалистического Труда с вручением ордена Ленина и золотой медали «Серп и Молот».
- Герой Украины (Указом Президента Украины № 974/2005 от 20 июня 2005 года за выдающиеся личные заслуги перед Украиной в развитии здравоохранения, подъём престижа отечественной хирургической школы и медицинской науки в мире, многолетнюю подвижническую врачебную деятельность Шалимову Александру Алексеевичу присвоено звание Герой Украины с вручением ордена Государства).
- Награждён советскими двумя орденами Ленина, орденом Октябрьской Революции, двумя орденами Трудового Красного Знамени; украинскими орденами За заслуги I (08.1999)[5] и II (01.1998)[6] степеней; медалями СССР, а также орденами и медалями иностранных государств.
- Заслуженный врач РСФСР (1956).
- Заслуженный деятель науки Украинской ССР (1967).
- Лауреат Государственной премии СССР (1985).
- Лауреат Государственной премии Украинской ССР (1977, 1985).
- Почётный гражданин Киева и Харькова.